# Taffa
 (décembre 2014).
Si vous disposez d'ouvrages ou d'articles de référence ou si vous connaissez des sites web de qualité traitant du thème abordé ici, merci de compléter l'article en donnant les références utiles à sa vérifiabilité et en les liant à la section « Notes et références ».
Pour les articles homonymes, voir Taffa (homonymie).
Le Taffa est une rivière autrichienne qui coule dans le land de la Basse-Autriche. Elle est un affluent de la Kamp et donc un sous-affluent du Danube.